# Bni Bouzra
Bni Bouzra  (in arabo بني بوزرة‎?) è un centro abitato e comune rurale del Marocco situato nella provincia di Chefchaouen, regione di Tangeri-Tetouan-Al Hoceima. Conta una popolazione di 16 568 abitanti (censimento 2014).